# Letcha Doudaïev
Letcha Bekmourzaevitch Doudaïev (russe : Леча Бекмурзаевич Дудаев), né en 1961 à Grozny en Tchétchénie (RSSA de Tchétchénie-Ingouchie) et décédé le 31 janvier 2000 près de Grozny en Tchétchénie, est une personnalité militaire et politique tchétchène, colonel de l'armée nationale d'Itchkérie. Il fut le seul maire de Grozny de la république tchétchène d'Itchkérie. Commandant de l'unité spéciale « Duki » des forces armées de la république d'Itchkérie, il est tué en 2000 par l'explosion d'une mine en quittant Grozny à travers un champ de mines.  